# Taifa di Santarém
La Taifa di Santarém (in arabo طائفة شنترين‎?) era un regno medievale Islamico taifa Moresco di al-Andalus, che esisteva, nell'attuale Portogallo centrale, alla caduta dell'Impero almoravide, dal 1145 al 1146, quando fu conquistata da Sidray ibn Wazir della Taifa di Badajoz. 
La taifa era costituita dalla città di Santarém ed i territori limitrofi e comprendeva gran parte dell'attuale Distretto di Santarém e arrivava sino alla foce del Tago.

Attuale estensione del comune di Santarém.

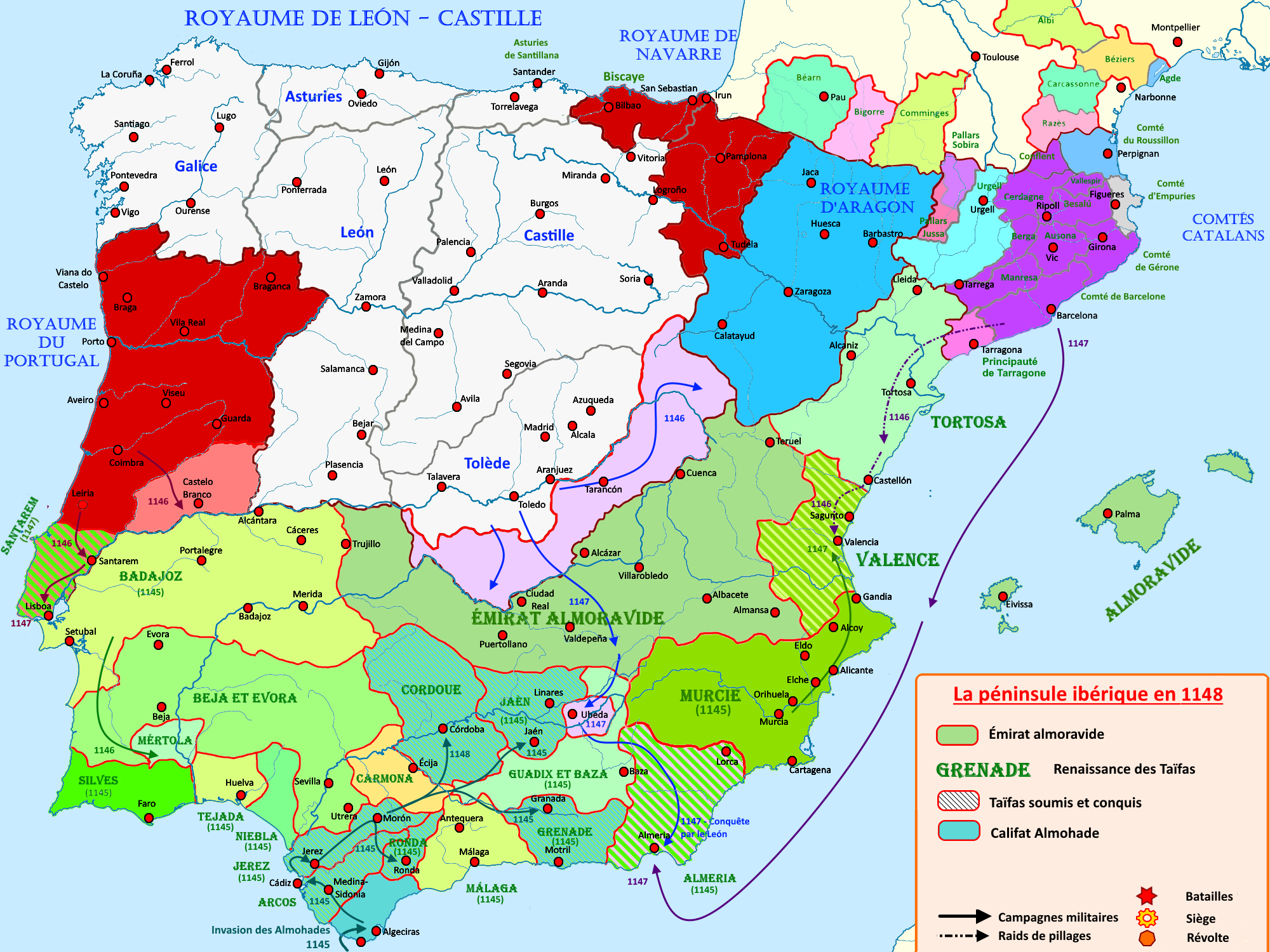
La taifa di Santarém, tra il 1146 rd il 1147, quando fu prima conquistata dalla Taifa di Badajoz e poi dal re del Portogallo, Alfonso I

.

## Storia
Quando l'Impero almoravide perdette vigore vi fu un secondo periodo di espansione dei regni indipendenti, che viene ricordato come Seconda taifa; di questa taifa si hanno poche notizie: si conosce il nome del re, Labid ben Abd Allah, della tribù araba dei Banu Khazraj che aveva la sua origine nella regione Hejaz della Penisola arabica, ed il periodo di regno, che ebbe breve durata, tra il 1145 ed il 1146, quando la taifa venne occupata dalla Taifa di Badajoz o il 1147, quando la taifa venne conquistata dal re del Portogallo, Alfonso I.

La conquista cristiana di Santarém avvenuta nel marzo del 1147 viene così riportata dal Muslim Spain and Portugal: A Political History of al-Andalus: 
- Alfonso I del Portogallo conquistò Santarém con un attacco a sorpresa e il 24 ottobre conquistò Lisbona con l'aiuto dei crociati di Colonia, delle Fiandre e dell'Inghilterra[3].

### Fonti primarie
- (EN)  Muslim Spain and Portugal: A Political History of al-Andalus

### Letteratura storiografica
- Rafael Altamira, "Il califfato occidentale", in: «Storia del mondo medievale», Cambridge History of Middle Age, vol. II, 1999, pp. 477–515.]
- Rafael Altamira, La Spagna (1031-1248), in "Storia del mondo medievale", vol. V, 1999, pp. 865–896
- La recomquista